# NGC 501
NGC 501 este o galaxie eliptică situată în constelația Peștii. A fost descoperită în 28 octombrie 1856 de către R. J. Mitchell.